# Margherita d'Oingt
Margherita d'Oingt (1240 – 11 febbraio 1310) è stata una mistica, monaca cristiana e scrittrice francese.

## Biografia
Margherita d'Oingt era discendente della potente famiglia dei d'Oingt della Beaujolais, estinta nel 1382 in mancanza di eredi maschi.
Celebre presso i contemporanei, Marguerite d'Oingt è stata una mistica, religiosa dell'Ordine certosino, contemporanea di Filippo il bello e Clemente V. 
Dal 1288 è la quarta priora della Certosa di Poleteins (vicino a Mionnay dans les Dombes), fondata da Marguerite de Bâgé nel 1238, della quale oggi rimane soltanto un edificio.
Colta e in grado di scrivere in latino, Marguerite d'Oingt è una delle prime scrittrici delle quali si abbia traccia in Francia. La sua prima opera, in latino, è la Pagina meditationum (1286).
Due sono i testi importanti redatti dalla d'Oingt in francoprovenzale: La vita della santa Beatrice d'Ornacieux (Li Via seiti Biatrix, virgina de Ornaciu) e Speculum.

### Culto
Dopo la morte fu venerata come beata, ma il  culto fu interrotto durante la secolarizzazione dopo Rivoluzione francese, quando tutte le case dell'Ordine certosino furono disperse. Questa interruzione ne impedì la postulazione per beatificarla, alla fine del XIX secolo. Tuttavia l'ordine ne ricorda la memoria, diffondendone il pensiero.

## Opere
Assieme a Maria di Francia (1160-1210), Margherita Porete e Christine de Pizan (1364-1430), Marguerite d'Oingt fu una delle prime scrittrici di cui si abbia traccia in Francia.
Da monaca colta, scrisse nel 1286, la Pagina meditationum ("Meditazioni") in latino. Fu anche autrice di due lunghi testi particolarmente notevoli in lingua francoprovenzale, i primi scritti conservati in questa lingua. Si tratta di Li Via seinti Biatrix, virgina de Ornaciu (un'agiografia di Beatrice d'Ornacieux, monaca certosina del monastero di Parmènie) e dello Speculum (“lo Specchio”). Fu autrice anche di cinque Lettres.
Le sue opere mistiche furono approvate dal capitolo generale dell'Ordine certosino.

## Impatto culturale

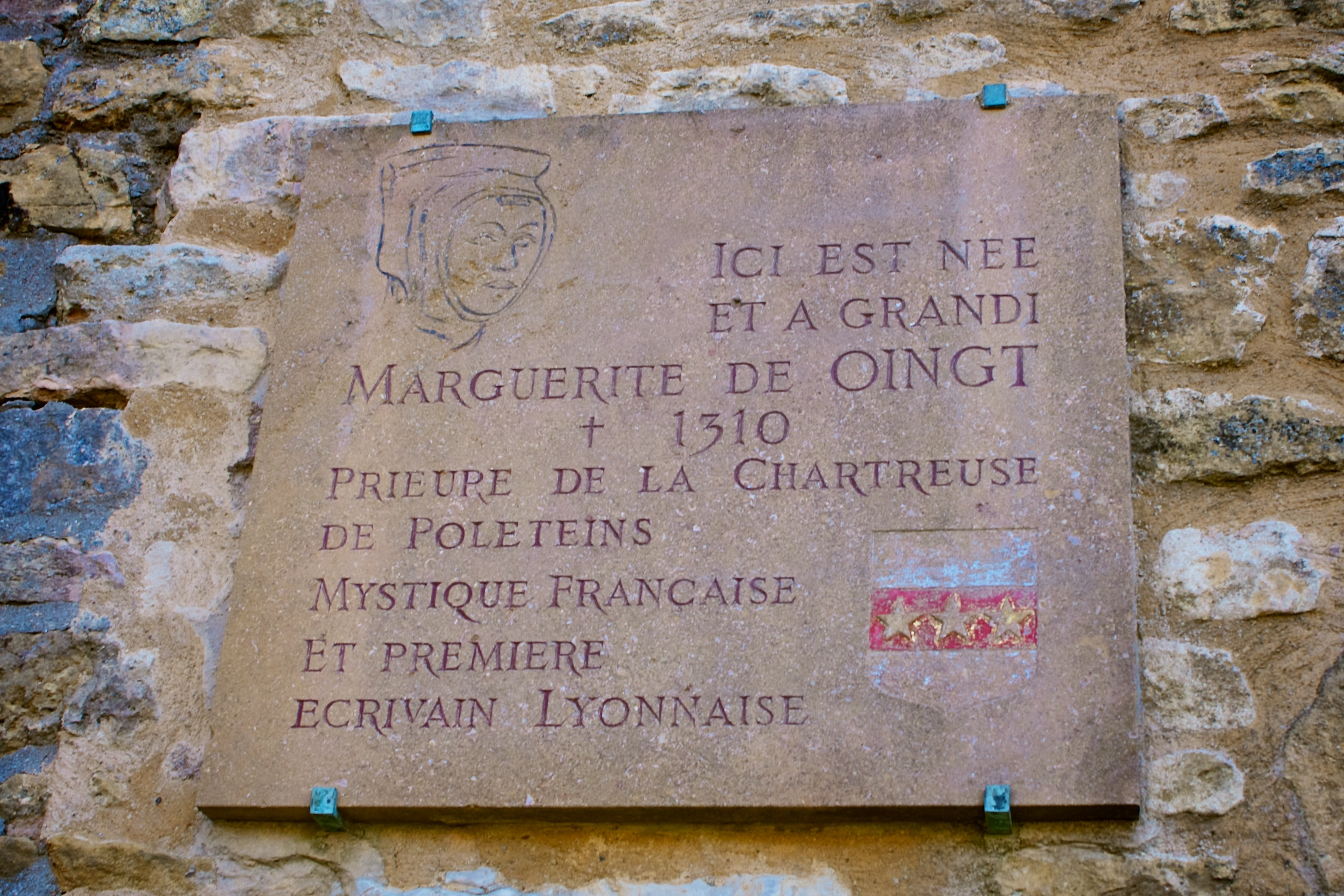
Placca commemorativa a Margherita D'Oingt

La mistica fu oggetto dell'udienza generale del 3 novembre 2010 di Papa Benedetto XVI, che la descrisse come una «donna santa e saggia che esprime (...) una sensibilità tutta spirituale», affermando che:
ovvero